# Золотаревський Ісидор Самійлович
Ісидор Самійлович Золотаревський (15 січня 1888, Єлисаветград (нині Кропивницький Кіровоградської області) — 26 листопада 1961, Кольчугіно, Владимирської області) — художник, архітектор, скульптор, педагог.

## Життєпис
Ісидор (Фішель, Сидір) Самійлович (Шльомович) Золотаревський народився 15 січня 1888 року в Єлисаветграді.
Вижити в блокадному Ленінграді Золотаревським допомогла колекція творів мистецтва, яку обмінювали на харчі.
У 1947 році Катерина Павлова (до шлюбу Кинєва), з якою зійшовся 60-річний Золотаревський, народила сина Михайла. У 1950 році з'явився на світ другий син — Олександр. В цей час Ісидор Самійлович був репресований і перебував на засланні в Казахстані. Обом синам подружжя вирішило дати материне прізвище за першим чоловіком — так вони стали Павловими. Адже носити єврейське прізвище Золотаревський у розпал боротьби з «безродними космополітами» було небезпечно.
Після повернення із заслання І. С. Золотаревський з родиною у 1956—1958 роках жив у селах Баштанка й Володимирівка Миколаївської області, займався з дружиною (також художницею) оформленням сільських клубів. У 1958 році Ісидора Самійловича запросили проектувати технічний кабінет Кольчугінського заводу кольорових металів у Владимирській області.

## Творча спадщина
Початкову художню світу Ісидор Самійлович здобув, відвідуючи Вечірні Рисувальні Класи при Єлисаветградському земському реальному училищі. Потому удосконалював власну майстерність у Франції.
У 1912 році Золотаревський, Нюренберг і Данишевський повертаються до Єлисаветграда.
І. С. Золотаревський був членом організаційного комітету з організації Першої міської художньої виставки, перебував у складі Художньої секції про Єлисаветградському благодійному товаристві поширення грамотності й ремесел (1912—1913 р.р.)
І. С. Золотаревський винайшов техніку факсимільного відтворення скульптури і виступав з ідеєю створення музейних «станцій» по всій країні, які, подібно до електричного світла, «будуть розсіювати темряву невігластва в широких народних масах». Цю ідею він втілив в життя, створивши в свій квартирі, майстерню по виготовленню копій і поширюючи їх у різні регіони країни.
І. С. Золотаревский був близький до художнього товариства «Світ мистецтва», його портрет в 1922 написав Борис Кустодієв. Його квартира з 14 кімнат на Великій Морській з великою кількістю антикварних колекцій нагадувала палаццо, за словами А. А. Осмьоркіна, який відвідав його в 1927 році. Саме в ній і був написаний портрет його сина Євгена, роботи Зінаїди Євгенівни Серебрякової образ якого нагадує зображення юнаків італійського Відродження.
У 1925 році І. С. Золотаревському було доручено зняти посмертну маску з Сергія Єсеніна в Ленінграді. Друг Єсеніна Григорій Колобов писав у листі до Софії Толстої-Єсеніної 3 грудня 1926 року: «Маска (Золотаревського роботи) дуже хороша, схожість вражаюча, що, звичайно, в таких речах найголовніше». На посмертній масці поета добре видно дивовижне, сумне, скорботне обличчя, через яке відкривається жива душа С. Єсеніна. Скульптор, до речі, аніскільки не сумнівався, що це було самогубство, а не вбивство.
Зроблений Ісидором Золотаревським зліпок з руки С.Єсеніна, демонструвався на виставці Інституту світової літератури імені О. М. Горького в 1960 році.
Статтю про творчість Золотаревського для журналу «Исскуство ипромышленность» (1924) написав А. В. Луначарський.